# Daniel Gooch

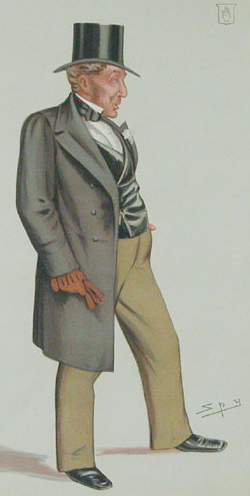
Daniel Gooch

Sir Daniel Gooch, 1. Baronet (* 24. August 1816 in Bedlington, Northumberland; † 15. Oktober 1889 möglicherweise in Clewer Park, Windsor) war von 1837 bis 1864 Erster Chefingenieur der Great Western Railway und von 1865 bis 1889 deren Vorsitzender sowie britischer Parlamentsabgeordneter.

## Berufliche Laufbahn

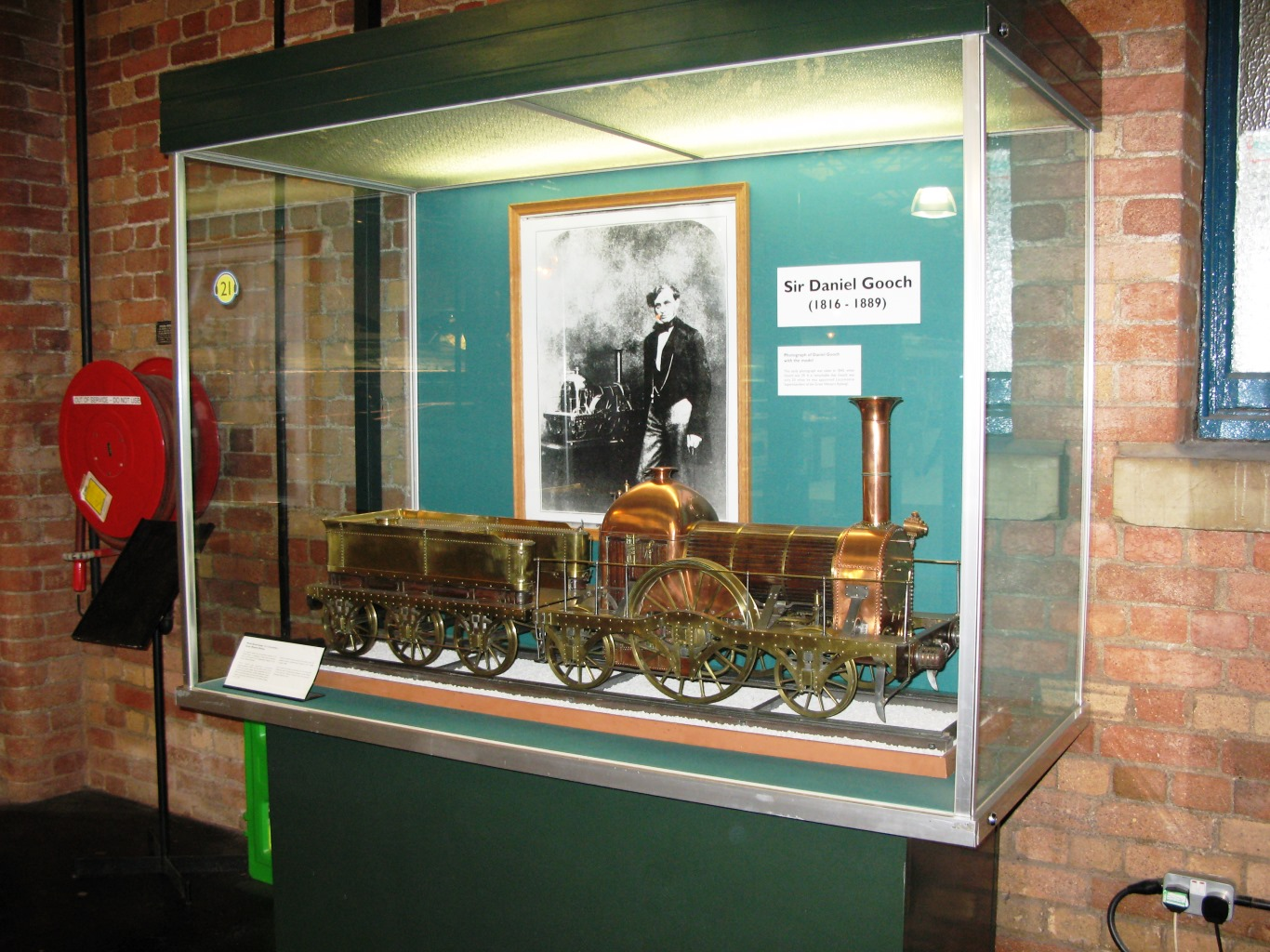
Modell von Goochs erster Lokomotivkonstruktion Fire Fly mit einem Foto von Gooch im National Railway Museum, York

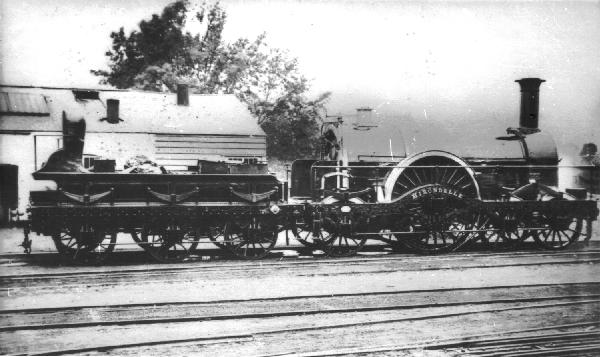
Goochs Iron Duke Class, Lokomotive "HIRONDELLE"

Geboren als Sohn eines Eisengießers übte er das Maschinenbauhandwerk in verschiedenen Gesellschaften aus, einschließlich einer Periode in Robert Stephensons Werkstatt. Im Alter von nur 21 Jahren wurde er von Isambard Kingdom Brunel bei der Great Western Railway eingestellt. Seine erste Zeit dort verbrachte er damit, die von Brunel beschaffte Sammlung unterschiedlicher Breitspur-Dampflokomotiven betriebsfähig zu halten. Ausgehend von der bewährten, von Stephenson gelieferten GWR-Klasse Star entwarf und baute er 1840 die GWR-Klasse Firefly, eine 1A1-Schnellzuglokomotive. In Vergleichsfahrten zeigte sich die dieser Serie zugehörige Ixion größerer Geschwindigkeiten fähig als ihre Normalspur-Wettbewerber. 1843 führte Gooch zudem eine neue, nach ihm benannte Lokomotivsteuerung ein.
Ab 1840 war Gooch auch verantwortlich für die Swindon Railway Works und 1846 für den Entwurf der ersten dort komplett gebauten Lokomotive, den Prototyp GREAT WESTERN der GWR-Klasse Iron Duke, eine 2A1-Maschine, die eine Geschwindigkeit von 70 mph (112 km/h) erreichte.
1865 zurückberufen zur Great Western als deren Vorsitzender, rettete Gooch die Gesellschaft vor dem Bankrott und widmete sein Augenmerk speziell dem Bau des Severn Tunnel. Das englische Breitspur-Bahnsystem erfuhr erst nach Goochs Tod seinen Niedergang. Gooch war 1865/66 auch an der erfolgreichen Verlegung des ersten Transatlantikkabels mit der Great Eastern beteiligt und wurde Chefingenieur und später Vorsitzender der Telegraph Construction Company.

## Familiäres und Politik
Gooch heiratete 1838 Margaret Tanner, mit der er sechs Kinder hatte, und nach deren Tod 1868 im Jahre 1870 Emily Burder; die ihrerseits 1901 starb. Goochs Brüder John Viret Gooch, Thomas Longridge Gooch und William Frederick Gooch waren ebenfalls Eisenbahningenieure. Ab 1859 lebte er in Clewer Park in Windsor.
Gooch war von 1865 bis 1885 Abgeordneter der Conservative Party im House of Commons für Cricklade.
In Anerkennung seiner Verdienste bei der Übersee-Kabelverlegung wurde ihm am 10. November 1866 der erbliche Adelstitel Baronet, of Clewer Park in the County of Berks, verliehen. Als er 1889 starb, erbte sein ältester Sohn Henry Daniel Gooch (1841–1897) den Baronettitel. Sein Enkel Daniel Fulthorpe Gooch war an der Endurance-Expedition (1914–1917) des britischen Polarforschers Ernest Shackleton beteiligt.